# ノルトヴィント作戦 (1941年)
ノルトヴィント作戦（ノルトヴィントさくせん、ドイツ語: Unternehmen Nordwind、フィンランド語: Operaatio Nordwind）は、第二次世界大戦中の1941年、ドイツ海軍およびフィンランド海軍によってバルト海で展開された軍事作戦、戦闘である。
独ソ戦勃発に伴い、ドイツはソ連からエストニアを奪取するため、ヒーウマー島とサーレマー島への上陸を企てていた。そのため、作戦遂行の上で障害となるソ連海軍の艦隊を引き付ける陽動作戦として、ノルトヴィント作戦が実行された。
この戦いの最中、フィンランド海軍旗艦を務めていた海防戦艦イルマリネンが触雷し沈没している。